# カウリッツ川
カウリッツ川 （カウリッツがわ、Cowlitz River） は、アメリカ合衆国のワシントン州を流れる川であり、コロンビア川の支流である。源流はレーニア山である。
カウリッツ川の流域面積は約4000平方キロメートルであり、ルイス郡 （w:Lewis County, Washington） 東部のカスケード山脈と、ケルソー （w:Kelso, Washington）、ロングビュー （w:Longview, Washington）の間を流れている。支流を含めない全長は約170キロメートルである。
1980年5月18日に起きたセント・ヘレンズ山の大噴火では支流のトートル川から大量の火山泥流が流れ込み、橋が流されるなど大きな被害が出た。